# (39748) Guccini
Pour les articles homonymes, voir Guccini.
(39748) Guccini est un astéroïde de la ceinture principale.

## Description
(39748) Guccini est un astéroïde de la ceinture principale. Il fut découvert le 28 janvier 1997 à San Marcello Pistoiese par Luciano Tesi et Gabriele Cattani. Il présente une orbite caractérisée par un demi-grand axe de 2,58 UA, une excentricité de 0,18 et une inclinaison de 10,8° par rapport à l'écliptique.

## Compléments